# Windy Boy
「Windy Boy」（ウィンディ・ボーイ）は、薬師丸ひろ子通算13枚目のシングル。1989年10月4日に発売された。発売元は東芝EMI（現・ユニバーサルミュージック）。

## 概要
表題曲「Windy Boy」は、薬師丸と桃井かおりのダブル主演で、アルゴ・プロジェクトの第一回作品となった映画『レディ! レディ READY! LADY』の主題歌として使用され、同映画のサウンドトラックにも収録された。
A・B面ともに、作詞・作曲はTHE ALFEEの高見沢俊彦が手掛けている。

## 収録曲
全作詞・作曲: 高見沢俊彦
1. Windy Boy (4:00)
編曲: 杉山卓夫・江口信夫
2. スイート・セレナーデ (4:12)
編曲: 武部聡志

## 関連作品
- READY! LADY オリジナル・サウンドトラック
- 薬師丸ひろ子 ベストナウ2
- 薬師丸ひろ子 TWIN BEST
- 薬師丸ひろ子・シングルズ
- GOLDEN☆BEST 薬師丸ひろ子
- Indian Summer –  JVCKENWOOD Victor Entertainment